# Морави (Куявсько-Поморське воєводство)
Морави (пол. Morawy) — село в Польщі, у гміні Добре Радзейовського повіту Куявсько-Поморського воєводства.
Населення — 106 осіб (2011).
У 1975-1998 роках село належало до Влоцлавського воєводства.

## Демографія
Демографічна структура станом на 31 березня 2011 року:
|          | Загалом | Допрацездатний вік | Працездатний вік | Постпрацездатний вік |
| -------- | ------- | ------------------ | ---------------- | -------------------- |
| Чоловіки | 50      | 9                  | 35               | 6                    |
| Жінки    | 56      | 14                 | 27               | 15                   |
| Разом    | 106     | 23                 | 62               | 21                   |